# Astyanax angustifrons
Astyanax angustifrons  é uma espécie peixe de água doce da família dos caracídeos, nativo do México

## Habitat
Vive em zonas de clima subtropical.